# Geissberg, Aargau
Geissberg är en kulle i Schweiz. Den ligger i distriktet Brugg och kantonen Aargau, i den centrala delen av landet, 80 km nordost om huvudstaden Bern. Toppen på Geissberg är 700 meter över havet.